# Zöldsapkás lombjáró
A zöldsapkás lombjáró (Setophaga pityophila)  a madarak osztályának verébalakúak (Passeriformes) rendjébe és az újvilági poszátafélék (Parulidae) családjába tartozó faj.
Magyar neve forrással nincs megerősítve.

## Rendszerezése
A fajt Juan Gundlach német ornitológus írta le 1858-ban, a Sylvia nembe Sylvia pityophila néven. Sokáig a Dendroica nembe sorolták Dendroica pityophila néven.

## Előfordulása
Kuba, a Bahama-szigetek és a Turks- és Caicos-szigetek területén honos. Természetes élőhelyei a szubtrópusi és trópusi síkvidéki és hegyi esőerdők. Állandó, nem vonuló faj.

## Megjelenése
Testhossza 14 centiméter.

## Életmódja
Főleg rovarokkal és más ízeltlábúakkal táplálkozik, de növényi anyagokat is fogyaszt.

## Természetvédelmi helyzete
Az elterjedési területe kicsi, egyedszáma ugyan csökken, de még nem éri el a kritikus szintet. A Természetvédelmi Világszövetség Vörös listáján nem fenyegetett fajként szerepel.